# Seto Takayuki
Seto Takayuki (tiếng Nhật: 瀬戸 貴幸 Seto Takayuki; sinh ngày 5 tháng 2 năm 1986) là một cầu thủ bóng đá người Nhật Bản thi đấu cho câu lạc bộ România Astra Giurgiu ở vị trí tiền vệ phòng ngự.

## Sự nghiệp câu lạc bộ
Trong mùa giải 2004–05, anh tập luyện với các câu lạc bộ Brasil Avaí và Corinthians, Portuguesa-RJ để cải thiện kĩ năng. Anh cũng thi đấu bóng đá trong nhà tại Nhật Bản.

## Thống kê sự nghiệp
Tính đến 30 tháng 5 năm 2017
| Câu lạc bộ    | Mùa giải  | Giải vô địch | Giải vô địch | Giải vô địch | Cúp     | Cúp       | Cúp Liên đoàn | Cúp Liên đoàn | Châu Âu | Châu Âu   | Khác    | Khác      | Tổng cộng | Tổng cộng |
| Câu lạc bộ    | Mùa giải  | Giải vô địch | Số trận      | Bàn thắng    | Số trận | Bàn thắng | Số trận       | Bàn thắng     | Số trận | Bàn thắng | Số trận | Bàn thắng | Số trận   | Bàn thắng |
| ------------- | --------- | ------------ | ------------ | ------------ | ------- | --------- | ------------- | ------------- | ------- | --------- | ------- | --------- | --------- | --------- |
| Astra Giurgiu |           |              |              |              |         |           |               |               |         |           |         |           |           |           |
| 2007–08       | Liga III  | 33           | 7            | 0            | 0       | 0         | 0             | 0             | 0       | 0         | 0       | 33        | 7         |           |
| 2008–09       | Liga II   | 27           | 1            | 3            | 1       | 0         | 0             | 0             | 0       | 0         | 0       | 30        | 2         |           |
| 2009–10       | Liga I    | 34           | 3            | 3            | 0       | 0         | 0             | 0             | 0       | 0         | 0       | 37        | 3         |           |
| 2010–11       | Liga I    | 33           | 3            | 1            | 0       | 0         | 0             | 0             | 0       | 0         | 0       | 34        | 3         |           |
| 2011–12       | Liga I    | 33           | 1            | 2            | 0       | 0         | 0             | 0             | 0       | 0         | 0       | 35        | 1         |           |
| 2012–13       | Liga I    | 33           | 7            | 5            | 1       | 0         | 0             | 0             | 0       | 0         | 0       | 38        | 8         |           |
| 2013–14       | Liga I    | 24           | 2            | 5            | 0       | 0         | 0             | 7             | 0       | 0         | 0       | 36        | 2         |           |
| 2014–15       | Liga I    | 32           | 6            | 0            | 0       | 4         | 1             | 8             | 1       | 1         | 0       | 45        | 8         |           |
| 2015–16       | Liga I    | 15           | 0            | 0            | 0       | 0         | 0             | 4             | 0       | 0         | 0       | 19        | 0         |           |
| 2016–17       | Liga I    | 33           | 1            | 5            | 1       | 1         | 0             | 12            | 1       | 0         | 0       | 51        | 3         |           |
| 2017-18       | Liga I    | 0            | 0            | 0            | 0       | 0         | 0             | 0             | 0       | 0         | 0       | 0         | 0         |           |
| Tổng cộng     | Tổng cộng | 297          | 31           | 24           | 3       | 5         | 1             | 31            | 2       | 1         | 0       | 357       | 37        |           |
| Osmanlıspor   | 2015–16   | Süper Lig    | 7            | 0            | 2       | 0         | 0             | 0             | 0       | 0         | 0       | 0         | 9         | 0         |
| Osmanlıspor   | Tổng cộng | Tổng cộng    | 7            | 0            | 2       | 0         | 0             | 0             | 0       | 0         | 0       | 0         | 9         | 0         |
| Tổng cộng     | Tổng cộng | Tổng cộng    | 304          | 31           | 26      | 1         | 5             | 1             | 31      | 2         | 1       | 0         | 366       | 37        |

## Danh hiệu

### Câu lạc bộ
Astra Giurgiu
- Liga III: 2007–08
- Cúp bóng đá România: 2013–14
- Siêu cúp bóng đá România: 2014
- Liga I: 2015-16

### Cá nhân
- Liga II Team of the Year (Defensive Midfielders): 2008–09
- Liga I Team of the Year (Defensive Midfielders): Third place 2012–13[4]